# نازاریو بلمار
نازاریو بلمار (انگلیسی: Nazario Belmar؛ 
 ۲۵ اکتبر ۱۹۱۹ – ۹ ژوئیهٔ ۱۹۸۰) بازیکن پیشین فوتبال، وکیل دادگستری و تهیه‌کننده فیلم اهل اسپانیا بود.
از باشگاه‌هایی که در آن بازی کرده‌است می‌توان به باشگاه فوتبال رئال مادرید اشاره کرد.
از فیلم‌هایی که وی در ساخت آن‌ها نقش داشته‌است، می‌توان به گاوبازی اشاره نمود.